# Nils Mellqvist
Nils Mellqvist eller Mellkvist var en svensk fotbollsspelare (försvarare) som representerade Gais i allsvenskan säsongerna 1933/1934 och 1935/1936. 
Mellqvist spelade mest för Gais B-lag, men gjorde sammanlagt 16 allsvenska matcher (0 mål) för klubben. Han spelade även handboll för IK Heim.